# トップスター ファンファンショー
『トップスター ファンファンショー』は、1967年4月6日から同年6月1日まで日本テレビ系列局で放送されていた読売テレビ製作の歌謡バラエティ番組である。久光製薬の一社提供。全7回。放送時間は毎週木曜 19:00 - 19:30 （日本標準時）。

## 概要
毎回当時の人気歌手とその知人・関係者をゲストに招いていた番組で、一般からの参加者たちがゲストの持ち歌を本人の前で披露する「歌のコンテスト」という視聴者参加型コーナーがあった。
初回では「前夜祭」と題し、ジャニーズと山本リンダを招いていた。最終回では「ファンファンショー大会」を敢行したが、この回のゲストは不明。

## 出演者
- 山崎唯 - 司会。
- 上田慶子 - アシスタント。
- 林伊佐緒 - 審査員。
- 藤島泰輔 - 審査員。
- 松村優子 - 審査員。